# Шарков, Пётр Васильевич
Пётр Васи́льевич Шарко́в (1862—1918) — крестьянин, депутат Государственной думы Российской империи первого созыва.
Родился в крестьянской семье. Грамотный, однако образование получил домашнее.
Был крестьянином в селе Большая Борковка Никольской волости Ставропольского уезда Самарской губернии. Был выбран волостным старшиной. В 1899 году являлся одним из руководителей выступления местных крестьян, приведшего к самовольной запашке земли, принадлежащей графу Орлову-Давыдову. После подавления выступления в числе прочих крестьян был наказан 100 ударами розг, несмотря на то, что по российским законам волостной старшина на время службы освобождался от телесных наказаний. После судебного процесса имя Петра Шаркова стало довольно популярным не только среди крестьян Ставропольского уезда, но и во всей Самарской губернии, так как выступление широко освещалось в местной прессе.
Сохранилось несколько писем Шаркова о событиях в волости в ходе революции 1905 года:

Желаю объяснить, что у нас случилось накануне 24 ноября; зажгли графский хутор и в 24 часа всё решили, а в неделю нигде ни одного хутора не осталось; всё сожгли и развезли. Скот разогнали по себе. Овец всех 12 тысяч развезли и порезали. Всё решено до основания. Начали наша волость Никольская, а потом Бритовка, Санчелеево, Ягодное
Всё это сделало фигуру Шаркова популярной. «Одна из самых светлых личностей среди крестьян [Ставропольского] уезда. <…> Перед ним русский народ снимает шапку» — так характеризует Шаркова издание, выпущенное сразу после выборов в Думу, в конце апреля 1906 года. На выборах в марте 1906 года по соглашению с комитетом партии Народной свободы Пётр Шарков был избран депутатом первой российской Государственной думы от Ставропольского уезда. За него проголосовало 124 выборщика из 176.
Беспартийный. Его политическая позиция некоторое время оставалась неясной. Ряд изданий указывали на то, что он входил в Трудовую группу. Однако сами трудовики в своём издании «Работы Первой Государственной думы» политическую позицию Шаркова характеризуют как «Б. пр.», что означает, что беспартийный Шарков поселился на казённой квартире Ерогина, нанятой на государственные деньги для малоимущих депутатов, специально для их обработки в проправительственном духе, и оставался там до конца работы Думы. На заседаниях Шарков не выступал. В итоге Шарков примкнул к черносотенцам. Сотрудничал с редактором «Московских ведомостей» Грингмутом и руководителями Монархической партии.
Всё это сильно подорвало авторитет Шаркова на родине. Когда в июле 1906 года он, ещё не зная о роспуске Думы, решил выступить перед крестьянами в Ставрополе полиция запретила ему это делать: «Какой ты член Думы? Ты просто борковский, поротый мужик!» Односельчане обвиняли его в том, что Шарков в Петербурге не отстаивал интересы крестьян, а только заводил полезные знакомства. Некоторые предлагали ему уехать из села, доходило и до угроз поджога.
Когда в декабре 1906 года в Ставрополе состоялся суд о погромах в имении Орлова-Давыдова, Шарков, несмотря на то, что был одним из активнейших участников выступления, оказался свидетелем со стороны обвинения. Он дал многочисленные показания против своих товарищей, утверждая, что «забастовку и грабёж советовал ему делать Благодатный — ветеринарный врач из Ставрополя».
Михаил Благодатный в заключительном слове сказал так: 

Всё мое несчастье состоит в том, что я познакомился в П. В. Шарковым. Я смотрел на него всегда, как на достойного представителя народа, а он оказался почти предателем.
По итогам судебных слушаний 67 человек было осуждено и сослано в Сибирь. Шарков остался в Борковке.
В 1913 году он был награждён памятной золотой медалью к 300-летию дома Романовых. Многие односельчане оценили это как плату за его выступление в суде.
Конец жизни Петра Васильевича Шаркова документально не зафиксирован. Но по неподтверждённым данным, по сообщениям крестьян, в 1918 году он был расстрелян Советской властью.